# Torsten Ljungberg
Torsten Olof Ljungberg, född 10 juni 1903 i Länna församling i Stockholms län, död 16 oktober 1973 i Lockne församling i Jämtlands län, var en svensk civilingenjör.
Torsten Ljungberg var son till kontraktsprosten David Ljungberg och Hilda Jansson. Efter studentexamen i Uppsala 1921 studerade han vid Kungliga Tekniska Högskolan (KTH) där han tog examen 1927. Han blev anställd hos civilingenjören Robert Mossberg i Stockholm 1927 och hos AB Fundament Stockholm 1930. Han var fackavdelningsföreståndare vid väg- och vattenbyggnadsavdelningen på Stockholms tekniska institut (STI) från 1939 och konsulterande ingenjör från samma år. Han var ledamot av Svenska Teknologföreningen (SvTF).
Han gifte sig 1942 med Märit Hedberg (1918–1997), dotter till Abel Hedberg och Mariana Hedberg. De fick barnen Agneta 1943, Anders 1944, Birgitta 1946 (gift med Billy Gezon) och Mikael 1960.